# Vollsmose Kirke
Vollsmose Kirke er en kirke i Odense-bydelen Vollsmose. Kirken ligger midt mellem boligblokkene ved siden af det lokale indkøbscenter, Center Øst.
- Vollsmose Kirke fra nordøst

## Eksterne kilder og henvisninger
- Wikimedia Commons har flere filer relateret til Vollsmose Kirke
- Vollsmose Kirke hos KortTilKirken.dk
- Vollsmose Kirke i bogværket Danmarks Kirker (udg. af Nationalmuseet)